# Jane Hamilton

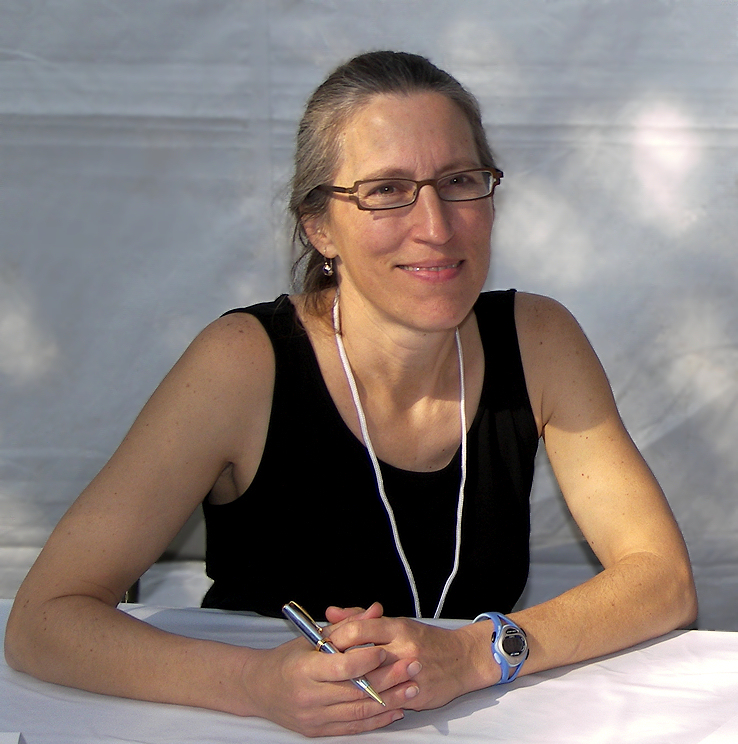
Jane Hamilton w 2007.

Jane Hamilton (ur. 13 lipca 1957 w Oak Park, Illinois) – amerykańska pisarka.
W 1979 ukończyła studia licencjackie na Carleton College. Jej powieści The Book of Ruth oraz A Map of the World doczekały się adaptacji filmowych (polskie tytuły filmów Mapa świata i Księga Ruth).
W 1982 poślubiła Roberta Willarda. Para ma dwoje dzieci.

## Dzieła
- The Book of Ruth (1988)
- A Map of the World (1994)
- The Short History of a Prince (1998)
- Disobedience (2000)
- When Madeline Was Young (2006)
- Laura Rider's Masterpiece (2009)